# لعبة كبسولة

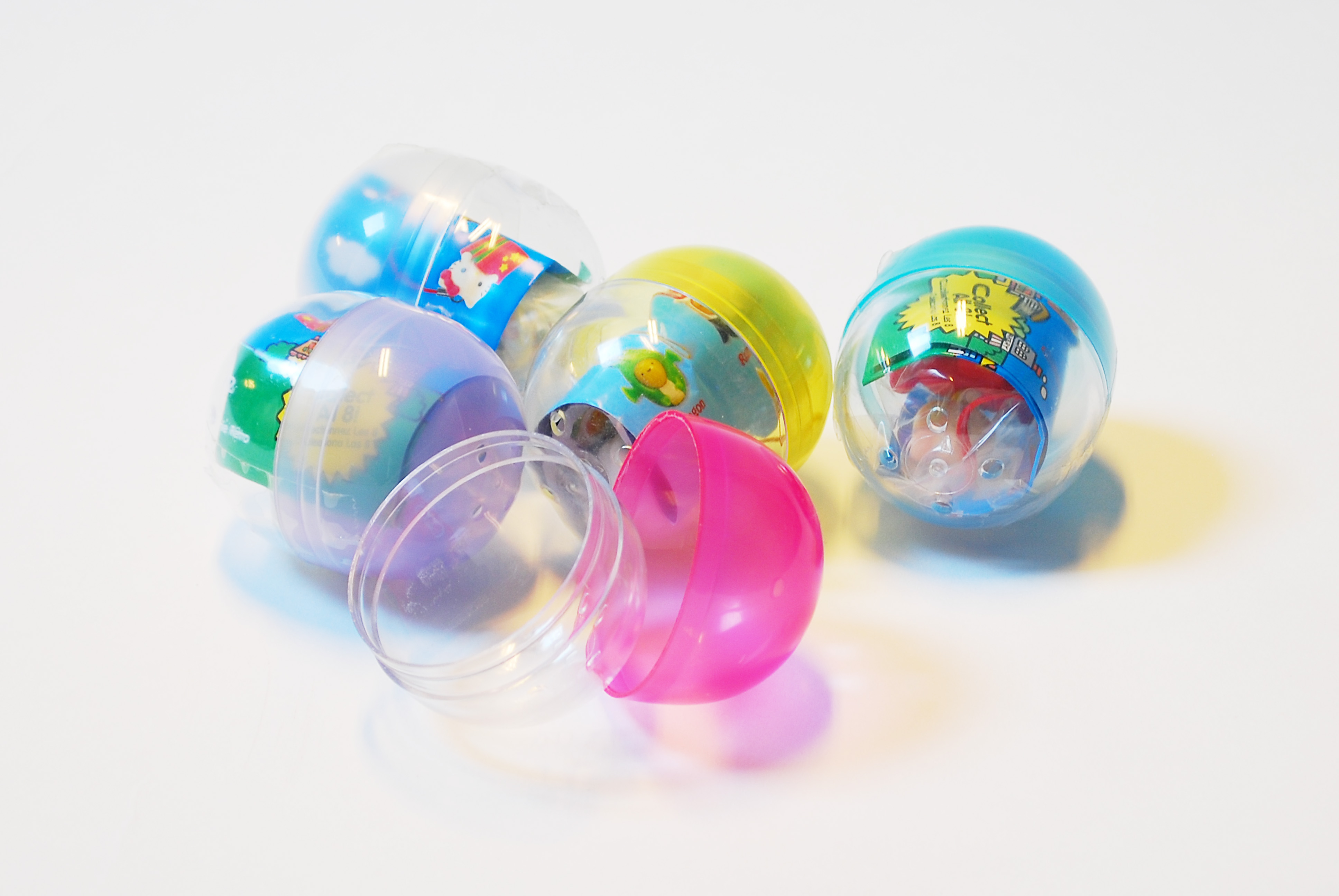
ألعاب الكبسولة التي تحتوي على منتجات

لعبة كبسولة (カプセルトイ كابوسيرو توي) هي نوع من آلات البيع الصغيرة في اليابان حيث يقوم المستخدم بإدخال عملة معدنية ويدير الرافعة الدوارة لاستلام لعبة أصدرت في كبسولة. ويشير المصطلح أيضًا إلى اللعبة الفعلية التي أصدروها. اعتبارًا من عام 2023 مع تنوعها والتصنيع النشط للمنتجات والآلات بالإضافة إلى تركيب آلات البيع بالجملة تجذب ألعاب الكبسولة الانتباه كصناعة جديدة. كما توجد أسماء مختلفة حسب الفترة الزمنية والمنطقة والشركة المصنعة للبائع مثل غاتشا-غاتشا وجاشاكوكو وجاتشابون وغاشابون وغاتشا وبيه-كاب لأن هذه الأسماء مسجلة كعلامات تجارية لشركات مختلفة. ستستخدم هذه المقالة مصطلح لعبة الكبسولة.

## الملخص
لعبة الكبسولة هو مصطلح عام للألعاب المصغرة التي تُوزّع عبر آلات بيع الكبسولات. توجد أيضًا حالات تُضمّن فيها منتجات أخرى غير الألعاب (كما هو مذكور أدناه). تحتوي كل آلة بيع على عدة منتجات مختلفة (عادةً من نفس السلسلة) ويُوزّع كلاً منها عشوائيًا.

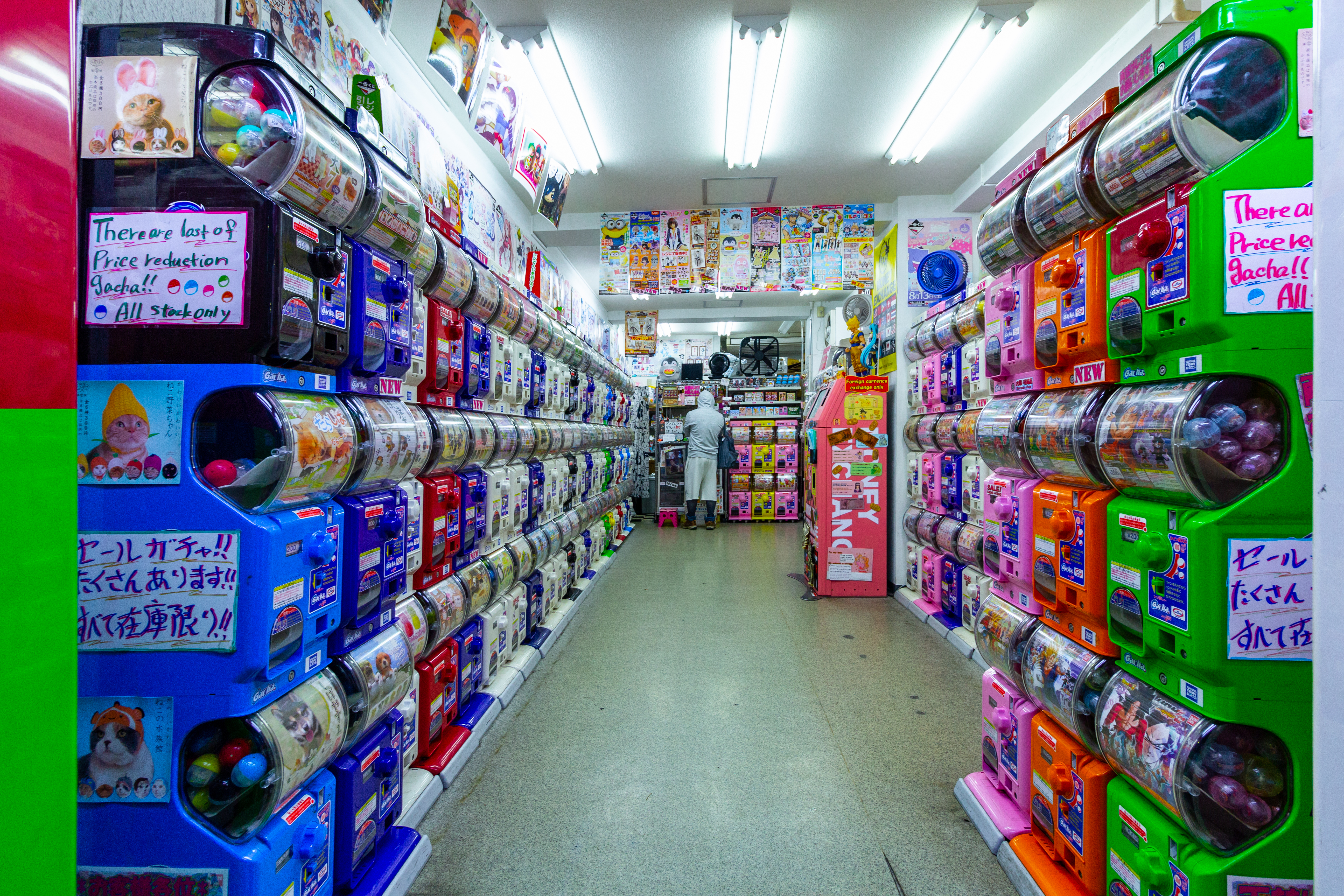
متجر غاشابون يقع في أكيهابارا

بالإضافة إلى ذلك فإن العديد من الكبسولات شفافة جزئيًا مما يسمح للعملاء برؤية محتوياتها مع أن بعضها ليس شفافًا ويحافظ على سرية محتوياته. كما تعمل هذه الآلات عن طريق إدخال العملات المعدنية أولاً في فتحة العملة ثم تدوير الرافعة لتوزيع المنتج. تختلف آلات البيع حسب النوع وعدد العملات التي تقبلها مثل أنواع 10 ين (حوالي 10 سنتات أمريكية) و50 ين و100 ين واثنان من فئة 100 ين و500 ين. تستند هذه الأسعار إلى قيمة البضائع الموجودة داخل الكبسولات التي تبيعها الآلة. وإلى جانب ذلك تستخدم بعض النماذج رموز ميدالية خاصة تباع بأسلوب منفصل بدلاً من العملات المعدنية. وفي عام 2019 بدأت بانداي في تركيب آلات غاشابون الذكية التي تقبل المدفوعات الإلكترونية.

## التاريخ
نشأت آلات بيع الكبسولات مع آلات بيع العلكة الصغيرة التي اخترعت لأول مرة في الولايات المتحدة. ثم توسعت لتشمل بيع الألعاب الصغيرة في حاويات على شكل كبسولات. وقد لاقت هذه الظاهرة رواجًا في الولايات المتحدة. كما صُدّرت هذه الآلات إلى اليابان عام 1965 من الولايات المتحدة وانتشرت في جميع أنحاء البلاد في سبعينيات القرن العشرين.

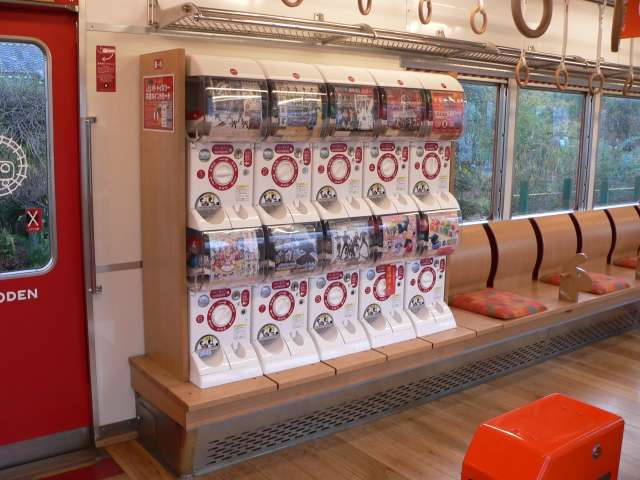
آلات ألعاب الكبسولة الموجودة داخل عربات سكة حديد واكاياما الكهربائية

مع دخول المزيد من المصنّعين إلى السوق ازدادت شعبية ألعاب الكبسولات لا سيما مع طرح منتجات مرخصة مستوحاة من شخصيات كرتونية بالإضافة إلى الألعاب الأصلية. وغالبًا ما تُركّب هذه الألعاب في متاجر الحلويات والمتاجر الكبرى وغالبًا ما تتواجد عدة آلات في مكان واحد. مع ازدياد شعبية الشخصيات القابلة للتحصيل ازداد تنوع ألعاب الكبسولات بصفة ملحوظة. فمنذ بداية الألفية الثانية ظهرت متاجر متخصصة تعرض عشرات إلى أكثر من مئة آلة بيع للكبسولات. بالإضافة إلى ذلك غالبًا ما تُركّب هذه الآلات في الوجهات السياحية لعرض الهدايا التذكارية والسلع المحلية.

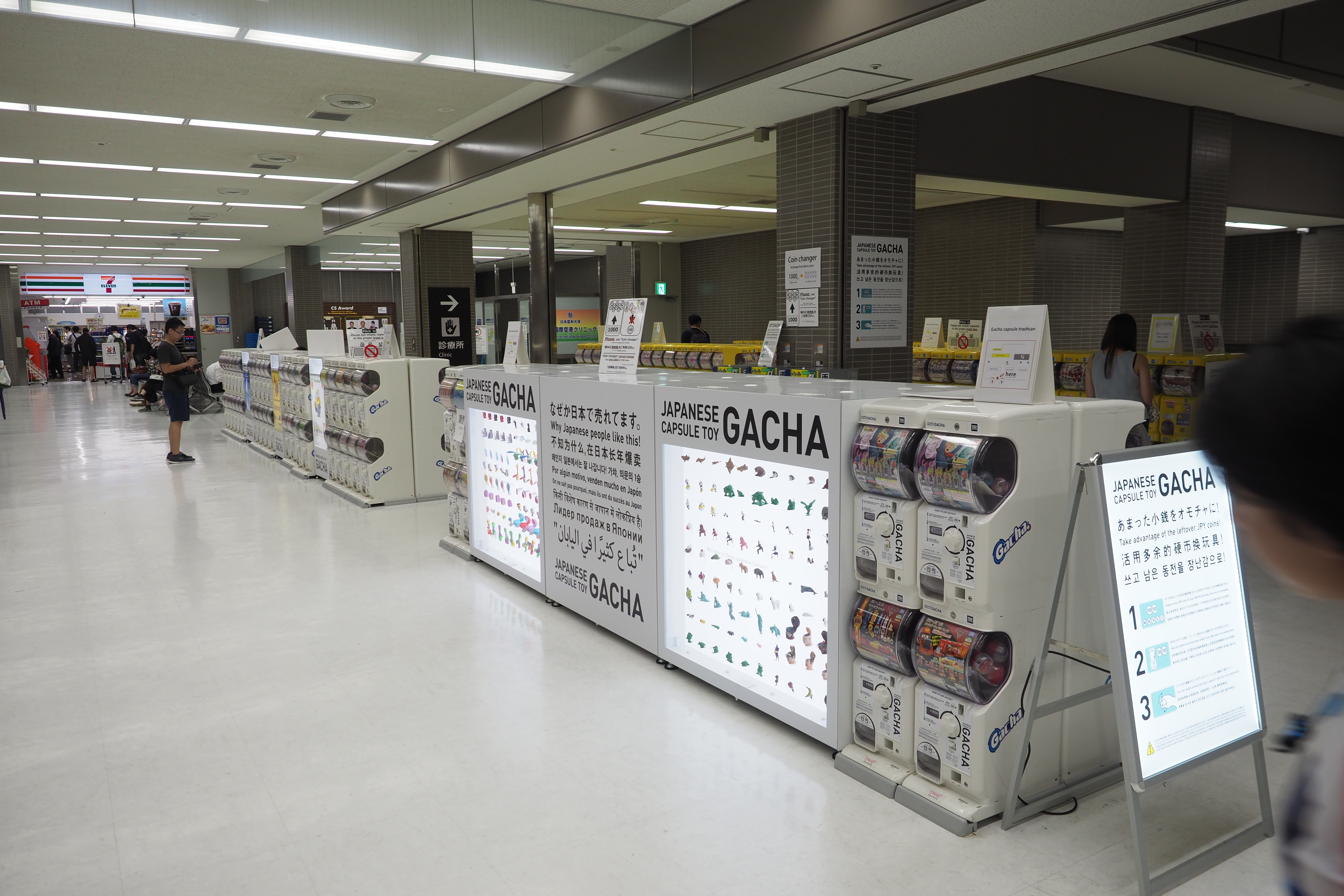
آلات ألعاب الكبسولة مصطفة في مطار ناريتا الدولي

من الأمثلة الفريدة على الأماكن التي وُضعت فيها هذه الآلات مقصورة قطار "لعبة قطار" التابع لشركة سكة حديد واكاياما الكهربائية بالإضافة إلى حافلة "جرين لوب" السياحية التابعة لشركة سكة حديد غرب اليابان. إضافة إلى ذلك وخاصةً قبل جائحة كوفيد-19 وُضعت أيضًا في صالات المغادرة في المطارات التي تستقبل العديد من الرحلات الدولية مثل مطاري ناريتا وكانساي. ونظرًا لأن صرف العملات الأجنبية يقتصر عادةً على الأوراق النقدية فقد وُضعت آلات بيع الكبسولات هذه في أماكن استراتيجية ليتمكن المسافرون من استخدام عملاتهم المعدنية غير القابلة للصرف من فئة 100 ين و500 ين لشراء الهدايا التذكارية.
اعتبارًا من عشرينيات القرن العشرين بدأ البالغون في التعبير عن حنينهم إلى شووا عن طريق جمع ألعاب الكبسولات.

## آلات بيع مماثلة
توجد آلات بيع تُدخل فيها العملات المعدنية ويُدار قرص لشراء سلع غير موجودة في الكبسولات. ومن الأمثلة على ذلك العلكة والكرات الخارقة وبطاقات التداول (خاصةً تلك المعروفة باسم كارداس). كما توجد أنواع أخرى من آلات البيع تُدخل فيها العملات المعدنية تمامًا مثل آلات البيع العادية. من هذه الآلات آلات الألعاب المُعبأة بآليات مثل سحب الرافعة وألعاب الأطفال وآلات الألعاب (التي تضمن جائزة بقيمة مساوية) وفي الماضي كانت هناك آلات لشخصيات أبطال بالحجم الطبيعي (مع تشغيل موسيقى تصويرية أثناء توزيع الكبسولات).

## محتويات الكبسولة

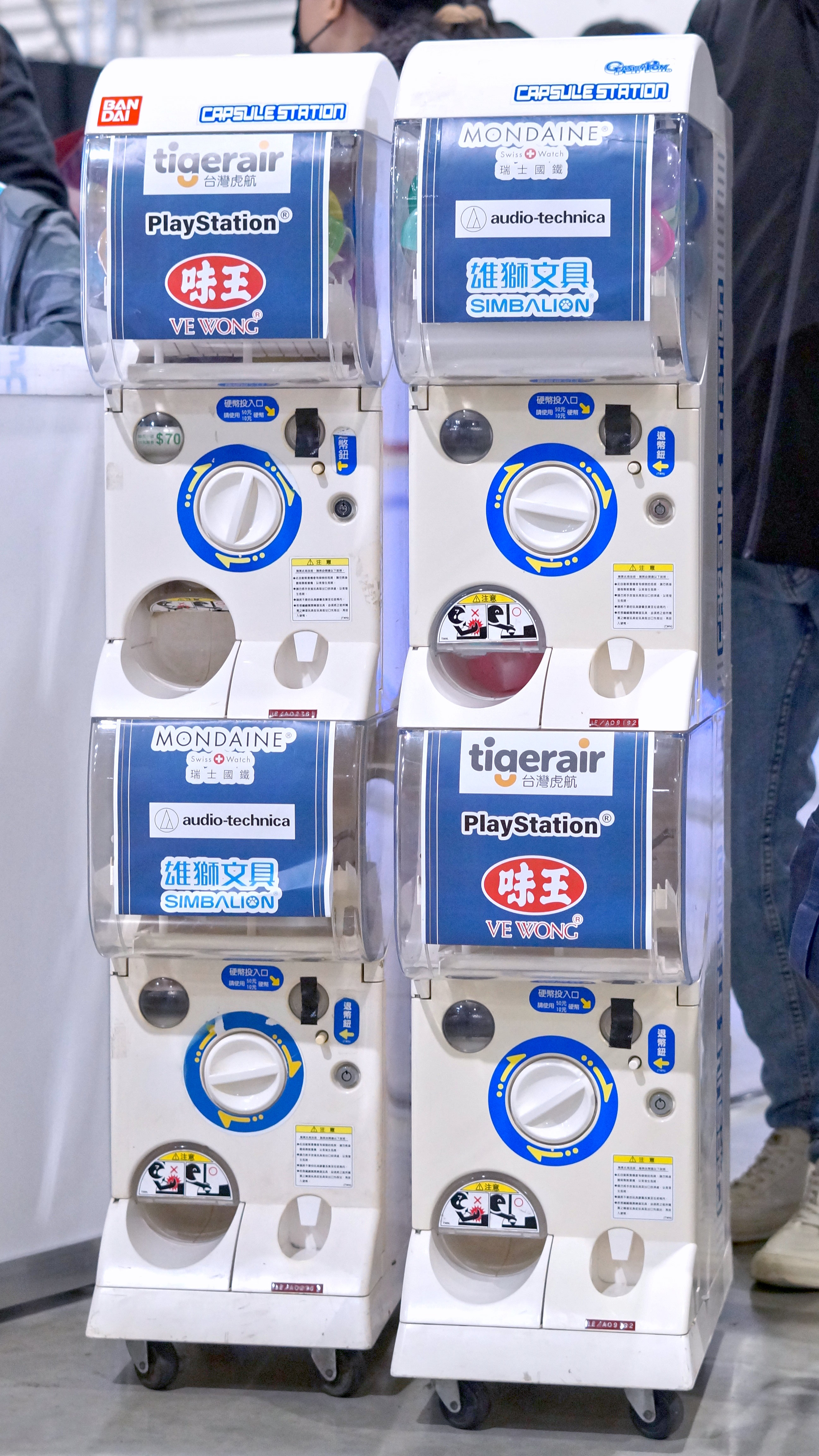
محطة كبسولات بانداي في إيتشيبان باليابان

في الماضي كانت الألعاب المُغلّفة تُسوّق في الغالب للأطفال من رياض الأطفال إلى المرحلة الابتدائية المتوسطة على غرار منتجات مُصنّعي ألعاب الكبسولات الأوائل في اليابان مثل فاليو مرتشندايس (نيشو بويكي) وقسموس. على سبيل المثال كانت هناك ممحاة مستوحاة من عناصر وشخصيات شهيرة مثل السيارات الخارقة ووحوش الكايجو وكينيكومان وسوبر دفورمد غندام أو شخصيات أنمي أخرى بالإضافة إلى مصارعين محترفين. (مع أن هذه "الممحاة" كانت في معظم الأحيان مجرد مجسمات مطاطية من مادة بيه في سي لا تمحي فعليًا). بالإضافة إلى ذلك توجد أيضًا آلات تُتيح فرصة توزيع جوائز خاصة كبيرة أو قيّمة جدًا بحيث لا يُمكن وضعها مباشرةً داخل الكبسولة. ففي هذه الحالة تُوزّع الآلة كبسولة فائزة (أو تذكرة فائزة مُغلّفة داخل كبسولة) ويُمكن استبدالها في المتجر بالجائزة. أما بالنسبة للعناصر غير الفائزة فغالبًا ما تُقدّم جوائز مشاركة مثل مكافآت جليكو (على غرار الألعاب الصغيرة التي كانت شائعة سابقًا في علب حبوب الإفطار في الولايات المتحدة). لاحقًا ساهمت منتجات مثل سلسلة Gashapon أتش جي من بانداي في ازدياد شهرة ألعاب الكبسولات في المجتمع وانضمت إليها شركات أخرى مثل يوجين مما أدى إلى نجاح العديد من هذه السلاسل في تسويق المنتجات. ومنذ أواخر التسعينيات توسع السوق ليشمل ليس فقط الأطفال بل أيضًا الفئات العمرية الأكبر سنًا وتحسنت جودة المنتجات (مع ارتفاع طفيف في الأسعار نتيجةً لجودة المنتجات). فمنذ عام 2010 كان السبب الرئيسي لارتفاع الأسعار هو ارتفاع تكاليف التصنيع في الصين. في حين أن هناك العديد من المنتجات المتخصصة والغريبة المستوحاة من الدراما والمانغا والأنمي والألعاب إلا أن هناك أيضًا مجموعة واسعة من المنتجات التي تتراوح بين ألعاب الأطفال التقليدية والألعاب الواقعية والسريالية.
إضافة إلى ذلك، ونظرًا لتنامي الوعي المجتمعي بتعزيز النمو الصحي للشباب عمدت الشركات طواعيةً إلى تطبيق ضوابط ذاتية عن طريق فرض قيود عمرية لتقييد شراء المنتجات التي تحتوي على أسلحة أو شخصيات غير مناسبة لمن هم دون سن الخامسة عشرة. ومع ذلك لم تُطبّق آليات التحقق من العمر بعد في آلات البيع مما يسمح للأطفال دون السن القانوني بشراء هذه المنتجات مما أثار مخاوف مماثلة لتلك المتعلقة بآلات بيع مجلات البالغين.
منذ عام 2000 تضمنت بعض آلات بيع الكبسولات المثبتة في المناطق السياحية والمناطق المحددة منتجات ذات إصدار محدود (دبابيس وأحزمة وأكياس ذات رباط وكوبونات إلخ) كسلع محلية. حيث سبق لشركة الخطوط الجوية اليابانية (جيه إيه أل) أن عرضت ألعاب كبسولات ذات إصدار محدود تحتوي على أجزاء من طائرات متقاعدة.
نظرًا لطبيعة هذا النظام من المبيعات لا يستطيع المشترون اختيار المنتج الذي يرغبون به. بل غالبًا ما يتبادلون نسخًا مكررة مع آخرين للحصول على المجموعة كاملة. ونتيجةً لذلك تُسمى هذه الأنواع من الألعاب أحيانًا بألعاب التبادل أو المجسمات التبادلية على غرار ألعاب الطعام القابلة للتحصيل حيث لا يستطيع العملاء اختيار محتوياتها.

## الظواهر المشتقة
انطلاقًا من نظام المبيعات العشوائي المذكور أعلاه حيث لا يُكشف عن العناصر المشتراة حتى توزع، فبدأت ألعاب الفيديو وخاصة ألعاب الشبكات الاجتماعية في بيع عناصر وشخصيات غير مادية داخل اللعبة في طريقة المبيعات هذه على غرار اليانصيب. وغالبًا ما يشار إلى أنواع الألعاب هذه والأنظمة الأخرى عبر الإنترنت باسم أكس واي زد-غاتشا حيث تستبدل أكس واي زد بكلمات مثل الصورة الرمزية والعنصر والكامل وأسماء المنتجات الأخرى. في السنوات اللاحقة ظهرت مشاكل تتعلق بطبيعة النظام الإدمانية الشبيهة بالمقامرة بالإضافة إلى الرسوم المفرطة وفُرضت اللوائح للكشف عن النسبة المئوية للهامش بين التكلفة والرسوم. ويُطلق على نظام مماثل اسم صندوق الغنائم باللغة الإنجليزية والذي يشير إلى حاوية أو صندوق يمكن للاعبين في ألعاب الفيديو استلام عناصر افتراضية عشوائية منه.
في عشرينيات القرن الحادي والعشرين وكشكل من أشكال لغة الشباب المشتقة واللغة العامية ومصطلحات الإنترنت يوجد أيضًا مصطلح يسمى أكس واي زد-غاتشا (مثل غاتشا للوالدين وغاتشا للأطفال وغاتشا للطول الجسدي وغاتشا للوجه وغاتشا لمهمة العمل وما إلى ذلك) والذي يدل على المواقف التي لا يتمكن فيها الأفراد من اختيار مساراتهم الخاصة وحيث تُحدد حياتهم (أو حددوها) نتيجة لما يقدم.